# Inarwasira
Inarwasira (nep. इनर्वासिरा) – gaun wikas samiti w środkowej części Nepalu w strefie Narajani w dystrykcie Bara. Według nepalskiego spisu powszechnego z 2001 roku liczył on 1318 gospodarstw domowych i 8588 mieszkańców (4140 kobiet i 4448 mężczyzn).